# 棄老
棄老（きろう）、セニサイド（英:Senicide）、またはジェロントサイド（英:geronticide）とは、高齢者を殺害すること、または高齢者を見捨てて死に至らしめることである。

## 哲学的見解
ピタゴラスの教義では、すべての生物は神々によって罰せられており、神々は生物の魂を肉体に閉じ込めているとしている。この罰を変えようとすることは、神々の意志に直接反することになる。紀元前4世紀には「ヒポクラテスの誓い」が作成され、「私は頼まれても誰にも致命的な薬を与えなく、そのようなことを提案しない」と書かれている。この「ヒポクラテスの誓い」により、致死量の薬を飲むことによる安楽死は禁じられていた。

## 宗教観
古代の社会では、自殺や安楽死に対する考え方が現代の文化とは大きく異なっていた。医学的、心理学的な知見の向上などが、現代社会の自殺や安楽死に対する考え方に影響を与えているが、これらの死に対する考え方の変化の多くは、宗教の変化によるものである。つまり、古代ギリシャ・ローマ世界では、自殺や安楽死を断固として非難しない異教が主流であった。
現代のキリスト教では、人の生死は神のみが管理すべきであるとして、自殺や安楽死を認めない人が多い。

## 文化別

### ヘルール族
ヘルール族は、民族移動時代（約400年から800年）のゲルマン人の一族である。プロコピオスは『戦争』の中で、ヘルリ族は病人や老人を高い薪の上に乗せ、刺し殺してから火をつけたと述べている。

### インド
インド南部のタミル・ナードゥ州では、現地で「タライコータル」と呼ばれている不法な自殺行為が、毎年何十回、あるいは何百回も行われているという。年老いた者たちは、"自分が子供たちの重荷になったとも思っている "ので、すでに彼女の死を受け入れているかのようだ。スバマ村の女性は、「親が苦しんでいるのを見て、他に何ができるだろう。少なくとも、彼らは親に安らかな死を与えているのである。何年も丸太のように生きることは、お年寄り自身にとっても、私たちにとっても失礼なことなのだから、それは尊厳のある行為だ。お年寄りもタラコータルを選ぶんですよ」。一方、古い習慣は致死的な注射に取って代わられたり、強化されたりしており、違憲の習慣から逃れる老人もいるかもしれない。「サライコータールの習慣は違憲である。インドでは自殺は許されておらず、安楽死においても受動的安楽死しか認められていないため、年老いた両親を殺すタライコータルは絶対に行われてはならない」と述べている。
ヘロドトスは、インドのパデア人についてこう言っている。
これらの東にある他のインド人は遊牧民で、生の肉を食べる。彼らはパデイと呼ばれる。彼らの習慣によると、男女を問わず仲間の誰かが病気になると、その男の親しい友人たちは、病気で衰えれば自分たちの肉になってしまうと言って、その男を殺す。本人が病気だと否定しても、彼らは信じずに殺して食べる。 女が病気になると、男と同じように親しい女たちに殺される。老齢になった者は、生け贄にしてその肉を食べる。しかし、この計算に達する者は多くない。その前に、病気になった者は皆殺しにされるからだ。

### イヌイット
その昔、イヌイットは高齢者を氷の上に放置して死なせていた。イヌイットの人々の間では、飢饉の時を除いて自殺はほとんどなかった。イヌイットが自殺した最後のケースは1939年のことである。

### 中国
麇國（湖北省十堰市）は法律で「老人無用」とし、60歲の老人は辺鄙な山のがけに掘られた岩窟「寄死窯」に送られ家族が3日間食事を送ったあとは凍死か餓死に任せた。それに背いた息子が匿った老母が、外国の難題を退け、棄老が無くなった伝説がある。漢中地帯にはその岩窟が多数残る。

### 日本
姥捨てとは、遠い昔の日本で行われていたとされる風習で、体の弱い親族や高齢者を山などの荒涼とした場所に運んで死なせるというものである。長野県姥捨山、岩手県遠野市に史跡がある。雑宝蔵教にある、老人の知恵で国の危難を切り抜け、王が棄老をやめた話が、説話に流入し流布している。

### 朝鮮
老人を生き埋めにしたり山に捨てる高麗葬という文化が記録されている。

### サルディニア
疑惑の習慣は、能力のない、あるいは病気の年長者を特定の崖から投げ落とすことであった。確認されている習慣は、accabbadoras（「ターミネーター」または「エンダー」の意）と呼ばれる選ばれた女性が、病気や老衰、苦しんでいる年長者を安楽死させることであった。この女性は、間もなく亡くなる人の祝福を受けた後、窒息させるか、木槌で後頭部を鈍的に叩いて殺する。

### スカンジナビア
主な記事 ättestupa
北欧の民間伝承では、ättestupaは高齢者が飛び降りたり、投げられたりして死ぬと言われていた崖のことである。この習慣には歴史的な証拠がないが、この言い回しは都市伝説として残っており、高齢者に対する不十分な福祉のメタファーとなっている。

### セルビア
主な記事 Lapot
Lapotはセルビアの神話で、自分の親を始末する習慣である。

### ギリシャ
パーキンは、古代の人々が信じていた18の自殺の事例を提供している。そのうち、ギリシャ社会で起こったものは2つだけで、もう1つはローマ社会で起こり、残りは他の文化で起こったものである。パーキンは、エーゲ海に浮かぶケア島の例を挙げている。ケア島の物語には様々なバリエーションがあるが、伝説的な習慣はアテネ人がこの島を包囲したときに始まったと考えられる。食糧を確保するために、ケア人は60歳以上の人々にヘムロックを飲んで自殺するように投票した。ローマの上院議員殺しのもう一つの事例はサルデーニャ島で起きたもので、70歳の父親の人身御供が息子によって巨人クロノスに捧げられた。

### ローマ
ローマで起きた制度的な老衰の事例は、「60歳の人は橋から投げ落とされる」という諺に由来する。これが実際に行われていたかどうかは、古代にも現在にも大きな議論がある。この伝統について最も包括的な説明をしているのは、紀元後4世紀に書かれたフェストゥスであり、この行為の起源について、古代ローマの原住民による人身御供、ヘルキューレの結社、高齢者はもはや国家への義務を果たさないので投票すべきではないという考え方など、いくつかの異なる説を紹介している。この高齢者を川に投げ込むという考えは、フェストゥスが挙げた最後の説明とおそらく一致する。つまり、若い人たちは、年配の人たちが自分たちの願いや野心を覆い隠してしまうことを嫌ったので、年配の人たちを投票場である橋の上から投げ落として、投票させないようにしようと提案したのである。

### スキタイ人
アエリアンが書いている。「Derbiccae（オクサス川左岸のMargianaに定住している、スキタイ起源と思われる部族）は、70歳になった者を殺す。男は生け贄に、女は絞め殺しにする。」
ヘロドトスはマッサゲタイ族について次のように語っている。「彼らは人生に一定の期限を設けていないが、男が非常に年老いたとき、その家族全員が集まり、群れの獣も一緒に殺し、その肉を煮て、それを食べる。これが最も幸せな死とされている。病気で死んだときは、食べずに土に埋め、殺されるまで生きられなかったと嘆く。」

## フィクションにおいて
棄老を扱ったフィクション作品には以下のようなものがある。
- 恐竜家族 シーズン1エピソード、"Hurling Day"
- The Old Law 17世紀にトマス・ミドルトン、ウィリアム・ローリー、フィリップ・マッシンジャーによって書かれた悲喜劇
- アントニー・トロロープ（Anthony Trollope）のディストピア小説『The Fixed Period』（1882年）
- ジャック・ロンドンの1901年の短編小説『生命の法則』
- 『楢山節考』（深沢七郎の1956年の小説、木下恵介監督の「楢山節考」（1958年）今村昌平監督の「楢山節考」（1983年））
- 韓国の金綺泳監督の「高麗棒子」（1963年）
- ノース 小さな旅人
- クリストファー・バックリーの2007年の小説「ブームズデイ」。
- アイザック・アシモフの小説「宇宙の小石」
- 新スタートレックシーズン4のエピソード「Half a Life」
- ロイス・ローリーの小説「ザ・ギバー 記憶を伝える者」
- トリポッド ジョン・クリストファー著のヤングアダルト小説シリーズ
- Norsemenノルウェーのコメディテレビシリーズ
- ミッドサマー アリ・アスター監督作品
- K.D. Madhumitha監督によるタミル語映画
- Baaram or The Burden プリヤ・クリシュナスワミ監督の全米最優秀賞受賞タミル語映画
- 2300年未来への旅